# Schwimmbad Geiselweid

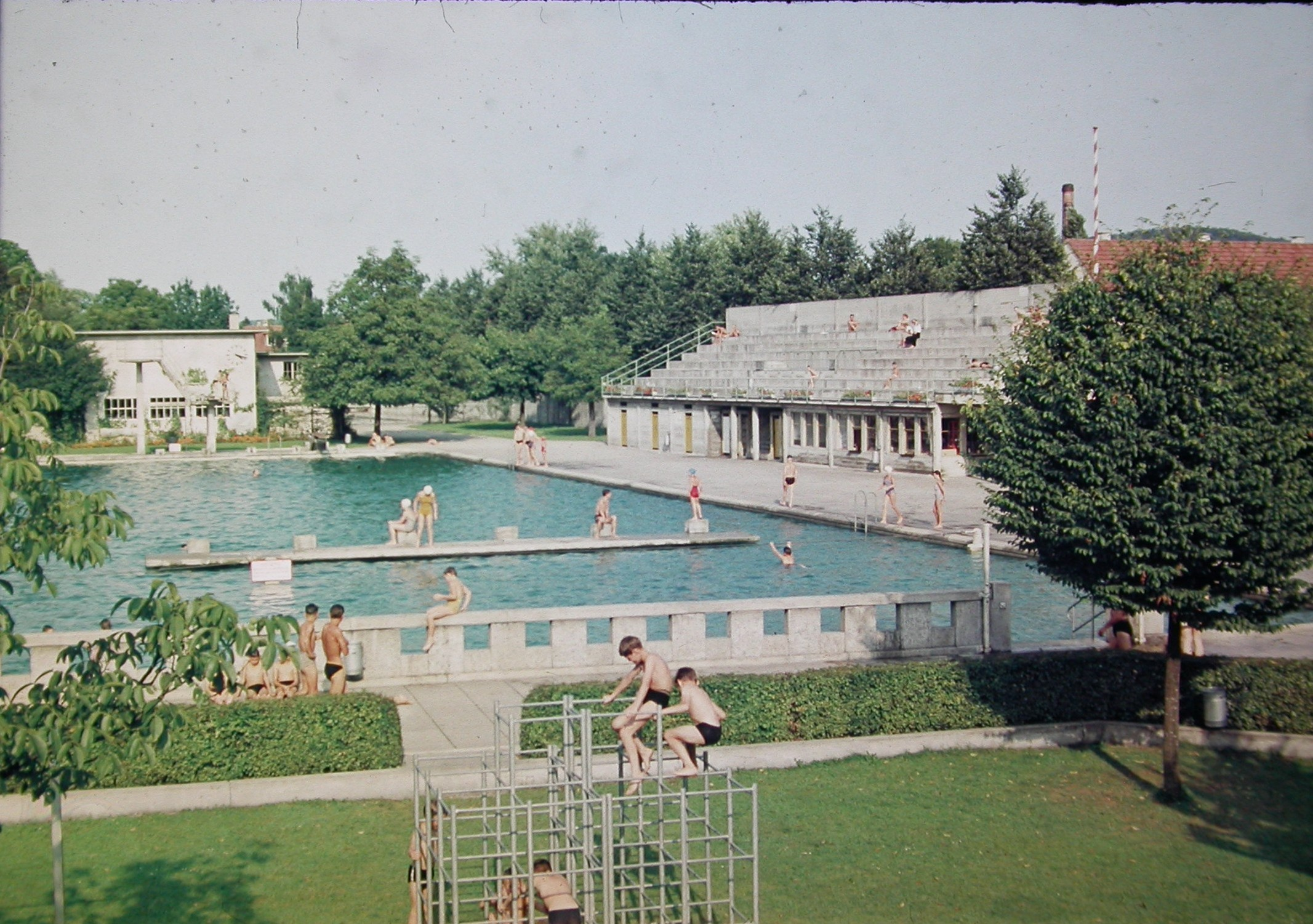
Das Schwimmbad im Jahr 1955

Das Frei- und Hallenbad Geiselweid ist ein Schwimmbad in Winterthur. Es ist das älteste Schwimmbad in Winterthur und das älteste noch in Betrieb stehende Freibad der Schweiz. Der 900 m² grosse Naturpool des Schwimmbads ist der grösste der Schweiz.
In der Sommersaison 2010 konnte das kombinierte Frei- und Hallenbad Geiselweid mit 140'000 Besuchern fast gleich viel Besucher verzeichnen wie die restlichen vier Winterthurer Freibäder zusammen.

## Geschichte
Ein Initiativkomitee hat im März 1907 zusammen mit dem damaligen Stadtpräsidenten Rudolf Geilinger erstmals dazu aufgerufen, Mitglied bei der Genossenschaft Geiselweid zu werden und Anteilsscheine im Wert von 100 Fr. (heute wären das 1'177 Fr.) zu zeichnen, insgesamt kam ein Kapital von 150'000 Fr. zusammen. Dieses musste dann später um weitere 100'000 Fr. aufgestockt werden, da der Bau des Geiselweid 70'000 Franken teurer als geplant wurde. Das damals zwischen Eulach und Fabrikkanal gelegene Grundstück trat die Färberei Carl Weber unentgeltlich der Stadt ab. Gegründet wurde die entsprechende Genossenschaft dann am 25. September 1908 im Hotel Krone. Ein wichtiger Unterstützer des Bads war auch der Winterthurer Industrielle Eduard Sulzer-Ziegler, der auch für den Bau verantwortlich war.
Bereits 1909 wurde dann der Bau des Freibads vom Architektenduo Rittmeyer/Furrer in Angriff genommen und am 14. Juni 1911 konnte das Schwimmbad schliesslich eröffnet werden. Das Schwimmbad ersetzte damit indirekt die bereits seit 1864 bestehende Badewannenmoschee, das älteste Hallenbad der Schweiz, dass vier Jahre nach Fertigstellung des Geiselweids geschlossen wurde. Innerhalb der ersten 100 Tage nach Eröffnung konnte das Freibad insgesamt 62'088 Eintritte verzeichnen. Nach seiner Erstellung war das Schwimmbecken des Freibads lange Zeit das grösste der Schweiz. Damals wurde das Schwimmbad noch von der Eulach gespiesen. Aufgrund dessen musste wegen der schlechten Wasserqualität 1920 das Schwimmbad verspätet geöffnet werden. Es wurde festgestellt, dass die damals noch selbstständige Gemeinde Oberwinterthur entgegen anderweitiger Zusicherungen Abwasser aus der Kläranlage und dem Bahnhofs-WC direkt in die Eulach leitete, ohne dass dies die Stadt wusste. Danach wurde das Schwimmbad an die städtische Wasserversorgung angeschlossen.
1932 wurde das Geiselweid um ein Schulbecken und um neue Gebäude erweitert: Eine Tribüne – im Volksmund später Affenfelsen genannt – mit Restaurant, Clubräumen, WC-Anlagen, vergrösserten Garderoben und Duschen gehörten neu zum Schwimmbad. Mit diesem Umbau mit zwei separaten Garderoben wurde auch die bisherige Geschlechtertrennung im Geiselweid aufgehoben, zuvor konnten die Frauen bis 11 Uhr morgens baden und die Männer danach. 1939 wurde ein Quai entlang der Eulach erstellt. 1949 wurde das Filter- und Maschinenhaus umgebaut sowie das grosse Schwimmbecken renoviert. Ein Jahr später folgte die Renovation der Sanitäranlagen und Einbau von Warmwasserduschen. 1952 wurde das Schwimmbad um eine Spielwiese erweitert und 1960 das Schulbad ausgebaut.
Als 1971 das Schwimmbad Hofwil vom Kanton Bern geschlossen worden war, wurde das Geiselweid das älteste noch in Betrieb stehende Freibad der Schweiz. Im Jahr 1974 wurde neben dem Freibad das Hallenbad errichtet – zuvor hatte Winterthur lange Zeit kein Hallenbad. Nach fast 70 Jahren in der Hand der Genossenschaft ging das Schwimmbad Geiselweid 1976 in den Besitz der Stadt Winterthur über. Das Hallenbad wurde 1998 renoviert. In den Jahren 2007/08 wurde das Freibad renoviert, das grössere Becken wurde dabei zweigeteilt und das Schulbad wurde durch ein grosses Naturbadbecken ersetzt. Das Hallenbad wurde 2012 erneut für 15 Millionen saniert.

## Sport
Es sind diverse Vereine im Hallenbad Geiselweid beheimatet. Unter anderem sind dies der Schwimmclub Winterthur (der auch NLA-Wasserballteam bei den Herren und Damen stellt), diverse Schwimmschulen und weitere Klubs.

## Infrastruktur

### Freibad
- 50-m-Schwimmerbecken
- Nichtschwimmerbecken
- Erlebnisbecken mit Strömungskanal
- Naturbadbecken
- Kinderplanschbecken
- Rutschbahn

- Spiel-/Liegewiese
- Beachvolleyballfeld
- Spielgeräte/Spielplatz
- Grillstelle

### Hallenbad
- 50-m-Schwimmerbecken
- Sprungturm bis 5 Meter
- Nichtschwimmerbecken
- Planschbecken
- Rutschbahn
- Gymnastikraum

## Bilder

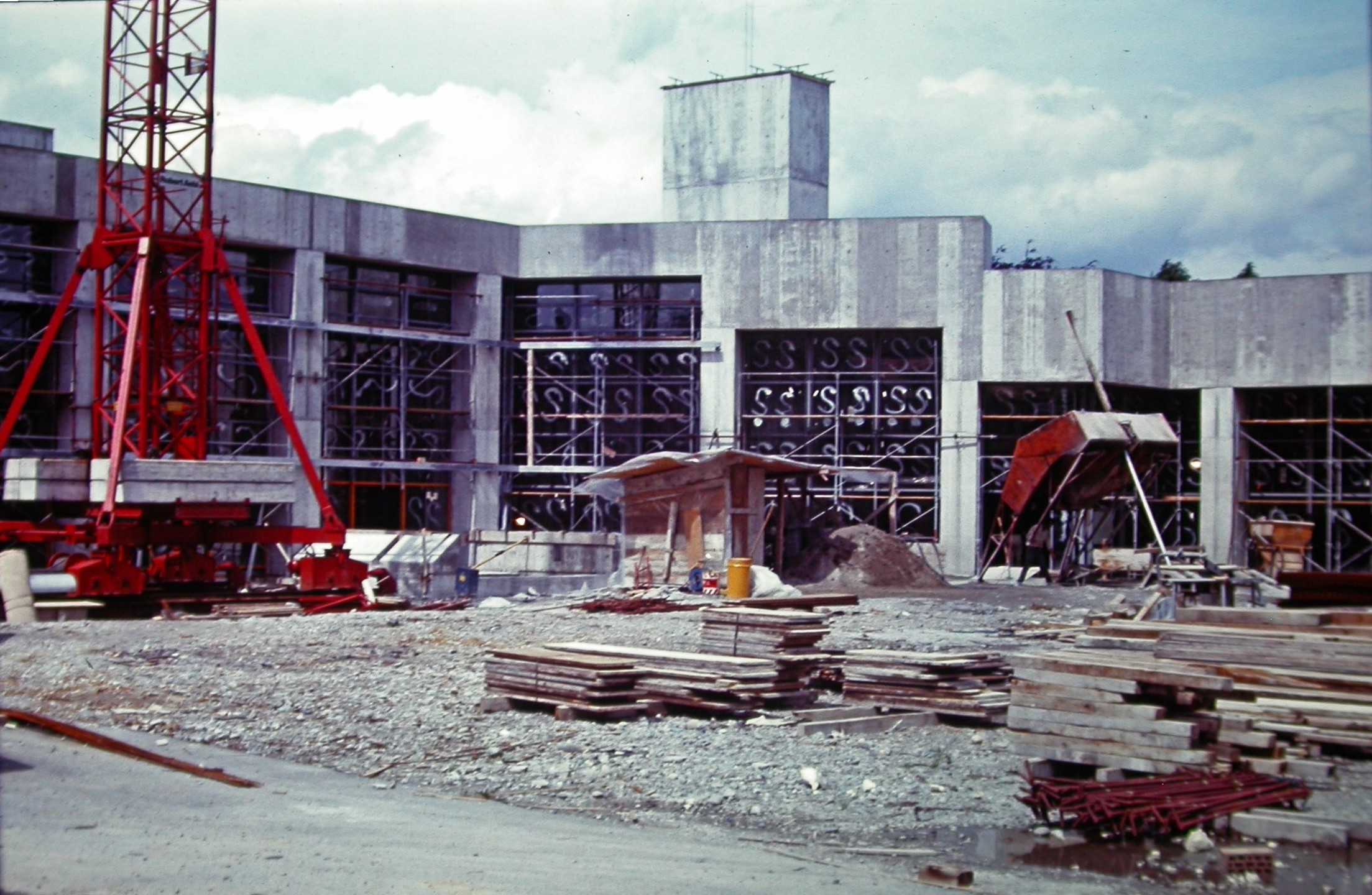
Bau des Hallenbades
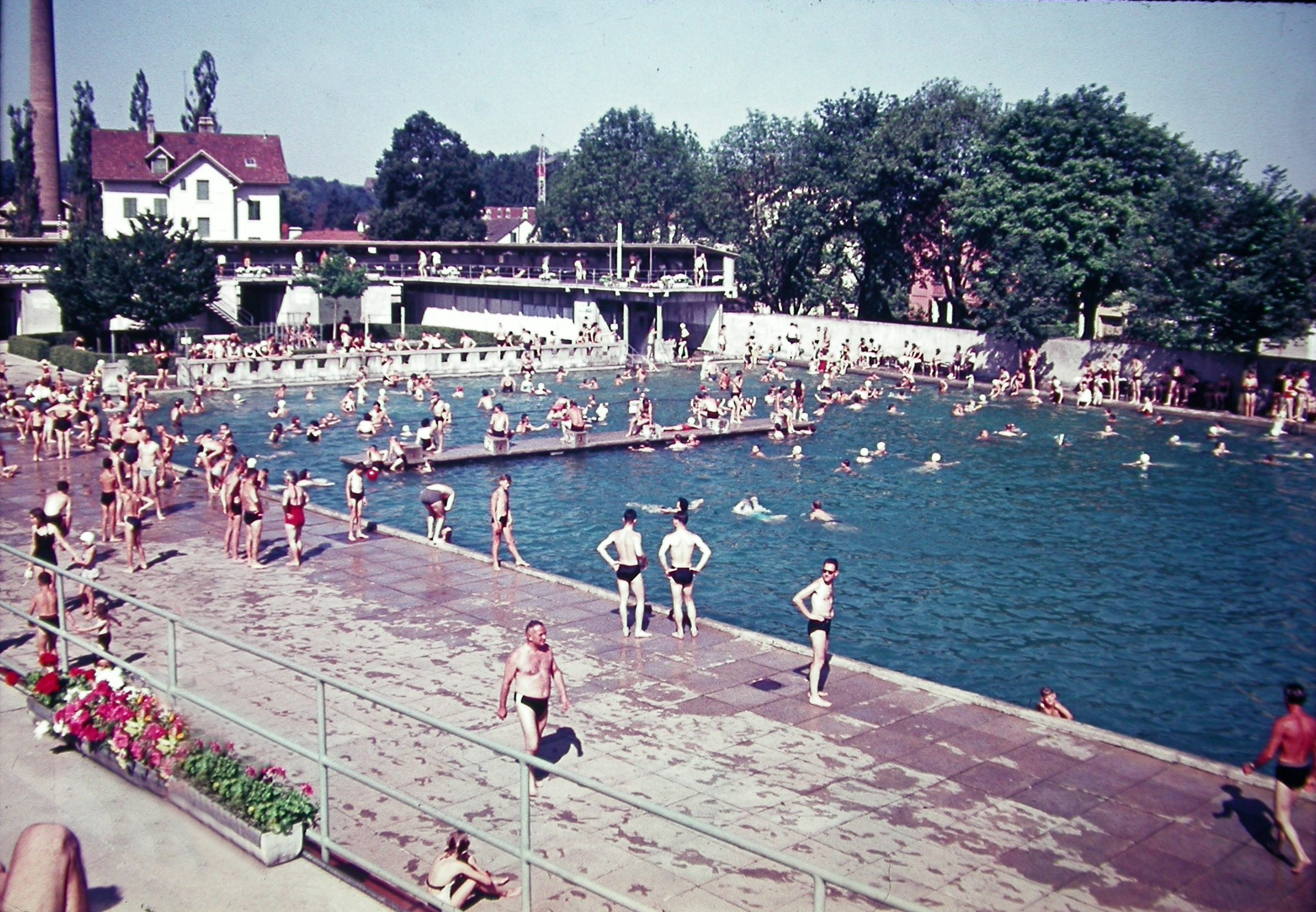
Blick vom «Affenfelsen» 1957
Luftbild im Juni 1976